# Jody Vangheluwe
Jody Vangheluwe (15 juli 1999) is een Belgisch voetbalspeelster. Ze staat als verdediger onder contract bij Club YLA in de Super League.

## Clubcarrière
Vangheluwe begon haar profcarrière bij Club YLA. In 2015 stapte ze over naar KAA Gent. Na vier jaar keerde ze terug bij Club YLA. In 2024 werd het contract van Vangheluwe met een jaar verlengd.

## Statistieken
| Seizoen    | Club     | Land   | Competitie   | Wedstrijden | Doelpunten |
| ---------- | -------- | ------ | ------------ | ----------- | ---------- |
| 2019-heden | Club YLA | België | Super League | 72          | 6          |
| Totaal     | Totaal   | Totaal | Totaal       | 72          | 6          |

Laatste update: 25 september 2024

## Interlandcarrière
In 2013 kwam Vangheluwe met België -17 uit op het EK -17 in Zwitserland. Vangheluwe werd op 11 februari 2015 voor het eerst opgeroepen voor het Belgisch nationale team. Op 1 maart 2019 maakte ze haar debuut in een wedstrijd tegen Oostenrijk. Met België kwam ze uit op het EK 2022, waarin ze in alle groepswedstrijden haar opwachting maakte.